# Аффинная связность

Параллельное перенесение вдоль кривой.

Аффи́нная свя́зность — линейная связность на касательном расслоении многообразия. Координатными выражениями аффинной связности являются символы Кристоффеля.
На гладком многообразии каждая точка имеет своё касательное пространство.
Аффинная связность позволяет рассматривать касательные пространства вдоль одной кривой как принадлежащие одному пространству,
эта идентификация называется параллельным перенесением.
Благодаря этому, например, могут быть определены операции дифференцирования
векторных полей.

## Аффинная связность и тензорное исчисление
В трёхмерном евклидовом пространстве определена операция дифференцирования векторных полей.
При определении производной векторного поля на  многообразии такой формулой  
полученная величина не является векторным (тензорным) полем. То есть при замене координат не преобразуется по тензорному закону.
Чтобы результат дифференцирования был тензором, вводятся дополнительные поправочные слагаемые. Эти слагаемые известны как символы Кристоффеля.

## Определение
Пусть M — гладкое многообразие и {\displaystyle C^{\infty }(M,TM)} обозначает пространство векторных полей на M. Тогда аффинная связность на M — это билинейное отображение
{\displaystyle {\begin{matrix}C^{\infty }(M,TM)\times C^{\infty }(M,TM)&\rightarrow &C^{\infty }(M,TM)\\(X,Y)&\mapsto &\nabla _{X}Y,\end{matrix}}}
такое, что для любой гладкой функции f ∈ C∞(M,R) и любых векторных полей X, Y на M:
1. {\displaystyle \nabla _{fX}Y=f\nabla _{X}Y}, то есть, {\displaystyle \nabla } линейно по первому аргументу;
2. {\displaystyle \nabla _{X}(fY)=\mathrm {d} f(X)Y+f\nabla _{X}Y}, то есть {\displaystyle \nabla } удовлетворяет правилу Лейбница по второй переменной.

## Связанные определения
- Кручением аффинной связности {\displaystyle \nabla } называется выражение

{\displaystyle T^{\nabla }(X,Y)=\nabla _{X}Y-\nabla _{Y}X-[X,Y],}
где {\displaystyle [{*},{*}]} означает скобку Ли векторных полей.
- Аффинная связность с нулевым кручением на римановом многообразии, относительно которой метрический тензор ковариантно постоянен {\displaystyle (\nabla g=0)}, называется связностью Леви-Чивиты.
- Кривизной аффинной связности {\displaystyle \nabla } (или римановой кривизной) называется тензор 
{\displaystyle R^{\nabla }(X,Y)Z=\nabla _{X}\nabla _{Y}Z-\nabla _{Y}\nabla _{X}Z-\nabla _{[X,Y]}Z.}
- Аффинная связность с нулевой кривизной называется евклидовой.

### Оригинальные работы
- Christoffel, Elwin Bruno (1869), Über die Transformation der homogenen Differentialausdrücke zweiten Grades, J. Für die Reine und Angew. Math., 70: 46–70
- Levi-Civita, Tullio (1917), Nozione di parallelismo in una varietà qualunque e conseguente specificazione geometrica della curvatura Riemanniana, Rend. Circ. Mat. Palermo, 42: 173–205, doi:10.1007/bf03014898
- Cartan, Élie (1923), Sur les variétés à connexion affine, et la théorie de la relativité généralisée (première partie), Annales Scientifiques de l'École Normale Supérieure, 40: 325–412, Архивировано 11 апреля 2014
- Cartan, Élie (1924), Sur les variétés à connexion affine, et la théorie de la relativité généralisée (première partie) (Suite), Annales Scientifiques de l'École Normale Supérieure, 41: 1–25, Архивировано 11 апреля 2014

 В этой работе подход к исследованию аффинной связности мотивирован изучением теории относительности. Включает в себя подробное обсуждение систем отсчёта, и то, как связность отражает физическое понятие перемещения вдоль мировой линии.
- Cartan, Élie (1926), Espaces à connexion affine, projective et conforme, Acta Math., 48: 1–42, doi:10.1007/BF02629755

 В этой работе использован более математический подход к исследованию аффинной связности.
- Cartan, Élie (1951), with appendices by Robert Hermann (ed.), Geometry of Riemannian Spaces (translation by James Glazebrook of Leçons sur la géométrie des espaces de Riemann, 2nd ed.), Math Sci Press, Massachusetts (published 1983), ISBN 978-0-915692-34-7.

 Аффинная связность рассматривается с точки зрения римановой геометрии. В приложении, написанном Робертом Германом , обсуждается мотивация с точки зрения теории поверхностей, а также понятие аффинной связности в современном смысле и основные свойства ковариантной производной.
- Weyl, Hermann (1918), Raum, Zeit, Materie (5 editions to 1922, with notes by Jürgen Ehlers (1980), translated 4th edition Space, Time, Matter by Henry Brose, 1922 (Methuen, reprinted 1952 by Dover) ed.), Springer, Berlin, ISBN 0-486-60267-2

### Современная литература
- Рашевский П. К. Риманова геометрия и тензорный анализ. — Любое издание.
- Кобаяси Ш., Номидзу К. Основы дифференциальной геометрии. — Новокузнецк: Новокузнецкий физико-математический институт. — Т. 1. — 344 с. — ISBN 5-80323-180-0.
- Дубровин Б. А., Новиков С. П., Фоменко А. Т. Современная геометрия. Методы и приложения. — М.: Наука, 1979.
- Постников М. М. Гладкие многообразия (Лекции по геометрии. Семестр III).